# 杰夫代特·苏纳伊
杰夫代特·苏纳伊（土耳其語：Cevdet Sunay，土耳其語：[ˈdʒevdet ˈsunaj]；1899年2月10日—1982年5月22日）是一名土耳其陆军军官、政治领袖和第五任土耳其总统。

## 生平
杰夫代特·苏纳伊1899年出生于奥斯曼帝国埃尔祖鲁姆。在埃尔祖鲁姆和埃迪尔内完成小学和中学教育，伊斯坦布尔库列利军事高中毕业。
在第一次世界大战期间，他曾在1917年巴勒斯坦前线，1918年成为英军战俘，被关押在埃及。获释后，土耳其独立战争期间他先后在南方和西线战线作战。
1927年苏纳伊完成他的军事教育，1930年从参谋学院毕业。逐渐上升为将军(1949年)，1959年晋升为四星上将。1960年，他被任命为陆军参谋长，后任总参谋长。1966年3月14日，他被杰马勒·古尔塞勒总统任命为参议员。3月28日古尔塞勒因病危被议会终止总统职务，苏纳伊被土耳其大国民议会选为总统。1973年3月28日七年任期结束后被任命为终身参议员。
他在1929年与阿特费特(Atıfet)结婚了。他们有三个孩子。
1982年5月22日苏纳伊在伊斯坦布尔去世，1988年8月他的遗体迁移到安卡拉新建的土耳其國家公墓。